# Kids' Choice Award alla cantante femminile preferita
Il Kids' Choice Award alla cantante femminile preferita (Favorite Female Singer) è un premio assegnato annualmente ai Nickelodeon Kids' Choice Awards, a partire dal 2000, alla cantautrice preferita dai telespettatori del canale Nickelodeon.

## Albo d'oro
Qui di seguito la lista con vincitori, in grassetto, e candidati per edizione.

### Anni 2000
- 2000
  - Britney Spears
  - Jennifer Lopez
  - Christina Aguilera
  - Brandy Norwood
- 2001
  - Britney Spears
  - Christina Aguilera
  - P!nk
  - Jennifer Lopez
- 2002
  - P!nk
  - Janet Jackson
  - Britney Spears
  - Jennifer Lopez
- 2003
  - Ashanti
  - Britney Spears
  - Jennifer Lopez
  - P!nk
- 2004
  - Hilary Duff
  - Ashanti
  - Beyoncé
  - Jennifer Lopez

- 2005
  - Avril Lavigne
  - Beyoncé
  - Hilary Duff
  - Alicia Keys
- 2006
  - Kelly Clarkson
  - Mariah Carey
  - Hilary Duff
  - Alicia Keys
- 2007
  - Beyoncé
  - Christina Aguilera
  - Ciara
  - Jessica Simpson
- 2008
  - Miley Cyrus
  - Alicia Keys
  - Beyoncé
  - Fergie
- 2009
  - Miley Cyrus
  - Alicia Keys
  - Beyoncé
  - Rihanna

### Anni 2010
- 2010
  - Taylor Swift
  - Lady Gaga
  - Beyoncé
  - Miley Cyrus

- 2011
  - Katy Perry
  - Selena Gomez
  - Miley Cyrus
  - Taylor Swift
- 2012
  - Selena Gomez
  - Lady Gaga
  - Katy Perry
  - Taylor Swift
- 2013
  - Katy Perry
  - Adele
  - P!nk
  - Taylor Swift
- 2014
  - Selena Gomez
  - Lady Gaga
  - Katy Perry
  - Taylor Swift
- 2015
  - Selena Gomez
  - Beyoncé
  - Ariana Grande
  - Nicki Minaj
  - Katy Perry
  - Taylor Swift
- 2016
  - Ariana Grande
  - Adele
  - Selena Gomez
  - Nicki Minaj
  - Meghan Trainor
  - Taylor Swift
- 2017
  - Selena Gomez
  - Nicki Minaj
  - Beyoncé
  - Ariana Grande
  - Rihanna
  - Meghan Trainor
- 2018
  - Demi Lovato
  - Beyoncé
  - Selena Gomez
  - Katy Perry
  - P!nk
  - Taylor Swift
- 2019
  - Ariana Grande
  - Beyoncé
  - Camila Cabello
  - Cardi B
  - Selena Gomez
  - Taylor Swift

### Anni 2020
- 2020
  - Ariana Grande
  - Beyoncé
  - Billie Eilish
  - Katy Perry
  - Selena Gomez
  - Taylor Swift
- 2021
  - Ariana Grande
  - Beyoncé
  - Billie Eilish
  - Katy Perry
  - Selena Gomez
  - Taylor Swift
- 2022
  - Ariana Grande
  - Beyoncé
  - Billie Eilish
  - Selena Gomez
  - Katy Perry
  - Taylor Swift

- 2023
  - Taylor Swift
  - Adele
  - Cardi B
  - Beyoncé
  - Billie Eilish
  - Lady Gaga
  - Lizzo
  - Rihanna

- 2024
  - Taylor Swift
  - Ariana Grande
  - Beyoncé
  - Billie Eilish
  - Cardi B
  - Miley Cyrus
  - Olivia Rodrigo
  - Selena Gomez